# Serbia na Mistrzostwach Europy w Lekkoatletyce 2014
Serbia na Mistrzostwach Europy w Lekkoatletyce 2014 – reprezentacja Serbii podczas Mistrzostw Europy w Zurychu liczyła 11 zawodników – 6 mężczyzn i 4 kobiet.

## Występy reprezentantów Serbii

### Mężczyźni

#### Konkurencje biegowe
| Zawodnik     | Konkurencja                | Eliminacje | Eliminacje | Półfinał | Półfinał | Finał    | Finał |
| Zawodnik     | Konkurencja                | Rezultat   | Poz.       | Rezultat | Poz.     | Rezultat | Poz.  |
| ------------ | -------------------------- | ---------- | ---------- | -------- | -------- | -------- | ----- |
| Emir Bekrić  | Bieg na 400 m przez płotki | 49:82      | 9. Q       | 49:21    | 8. Q     | 49:90    | 6.    |
| Goran Nava   | Bieg na 1500 m             | 3:41:43    | 18.        | —        | —        | NQ       | NQ    |
| Miloš Raović | Bieg na 400 m              | 46:12      | 18. q      | 46:09    | 14.      | NQ       | NQ    |
| Mian Ristić  | Bieg na 110 m przez płotki | DNS        | DNS        | NQ       | NQ       | NQ       | NQ    |

#### Konkurencje techniczne
| Zawodnik        | Konkurencja    | Eliminacje | Eliminacje | Finał    | Finał   |
| Zawodnik        | Konkurencja    | Rezultat   | Pozycja    | Rezultat | Pozycja |
| --------------- | -------------- | ---------- | ---------- | -------- | ------- |
| Asmir Kolašinac | Pchnięcie kulą | 20.15      | 6. Q       | 20.55    | 5.      |
| Vedran Samac    | Rzut oszczepem | 69.39      | 29.        | NQ       | NQ      |

### Kobiety

#### Konkurencje biegowe
| Zawodniczka     | Konkurencja    | Eliminacje | Eliminacje | Półfinał | Półfinał | Finał    | Finał |
| Zawodniczka     | Konkurencja    | Rezultat   | Poz.       | Rezultat | Poz.     | Rezultat | Poz.  |
| --------------- | -------------- | ---------- | ---------- | -------- | -------- | -------- | ----- |
| Tamara Marković | Bieg na 400 m  | 53:41      | 22.        | NQ       | NQ       | NQ       | NQ    |
| Amela Terzić    | Bieg na 1500 m | 4:11:75    | 10. Q      | —        | —        | 4:19:11  | 12.   |

#### Konkurencje techniczne
| Zawodniczka       | Konkurencja    | Eliminacje | Eliminacje | Finał    | Finał   |
| Zawodniczka       | Konkurencja    | Rezultat   | Pozycja    | Rezultat | Pozycja |
| ----------------- | -------------- | ---------- | ---------- | -------- | ------- |
| Tatjana Jelača    | Rzut oszczepem | 60.26      | 3. Q       | 64.21    |         |
| Ivana Španović    | Skok w dal     | 6.66       | 3. Q       | 6.81     |         |
| Dragana Tomašević | Rzut dyskiem   | 52.21      | 16.        | NQ       | NQ      |